# جوشوا بريلانتي
جوشوا بريلانتي (بالإنجليزية: Joshua Brillante)‏ وهو لاعب كرة قدم أسترالي في مركز الوسط و الظهير الأيمن ولد في يوم 25 مارس 1993 في مدينة بوندابيرج في أستراليا يلعب حالياً مع نادي فيورينتينا وسبق له اللعب مع نادي نيوكاسل يونايتد جتز وغولد كوست يونايتد ونادي كاس ونادي بوندابيرغ ويبلغ طوله 177 سم.

## روابط خارجية
- جوشوا بريلانتي على موقع الاتحاد الدولي (مؤرشف)  (الإنجليزية)
- جوشوا بريلانتي على موقع قاعدة بيانات كرة القدم.إي يو (الإنجليزية)
- جوشوا بريلانتي على موقع ناشيونال فوتبول تيمز (الإنجليزية)
- جوشوا بريلانتي على موقع Soccerway.com (الإنجليزية)
- جوشوا بريلانتي على موقع عالم كرة القدم.نت (الإنجليزية)
- جوشوا بريلانتي على موقع AS.com (الإسبانية)